# Phlebia
Genre
Phlebia est un genre de champignons résupinés de la famille des Meruliaceae. Le genre a une répartition large et contient environ une cinquantaine d'espèces. Les espèces du genre Phlebia causent la pourriture blanche.

## Espèces
- Phlebia acanthocystis
- Phlebia acerina
- Phlebia ardesiaca
- Phlebia argentea
- Phlebia argentina
- Phlebia argentinensis
- Phlebia brevispora
- Phlebia canadensis
- Phlebia caspica
- Phlebia celtidis
- Phlebia citrea
- Phlebia coccineofulva
- Phlebia diaphana
- Phlebia diffissa
- Phlebia donkii
- Phlebia femsjoeensis
- Phlebia firma
- Phlebia floridensis
- Phlebia formosana
- Phlebia griseoflavescens
- Phlebia griseolivens
- Phlebia hydnoidea
- Phlebia icterina
- Phlebia introversa
- Phlebia lacteola
- Phlebia leptospermi
- Phlebia lilascens
- Phlebia livida
- Phlebia lividina
- Phlebia ludoviciana
- Phlebia mellea
- Phlebia radiata
- Phlebia murrillii
- Phlebia nantahaliensis
- Phlebia nitidula
- Phlebia ochraceofulva
- Phlebia pallidolivens
- Phlebia patriciae
- Phlebia pellucida
- Phlebia phlebioides
- Phlebia plumbea
- Phlebia rufa
- Phlebia ryvardenii
- Phlebia segregata
- Phlebia separata
- Phlebia serialis
- Phlebia sordida
- Phlebia subceracea
- Phlebia subfascicularis
- Phlebia subochracea
- Phlebia subserialis
- Phlebia subulata
- Phlebia totara
- Phlebia tremelloidea
- Phlebia tristis
- Phlebia unica
- Phlebia verruculosa
- Phlebia weldeniana